# Winston Graham
Winston Mawdsley Graham (Mánchester, 30 de junio de 1908 - 10 de julio de 2003) fue un escritor inglés. Se mudó a Perranporth, Cornualles, a los 17 años, y allí vivió durante 34 años. Desde muy joven quiso ser escritor y, tras la muerte de su padre, fue su madre la que apoyó su vocación mientras escribía novelas en casa a mano e intentaba hacer que se publicaran.
Autor de más de 40 novelas, entre las que se encuentran las doce de la saga de los Poldark, que comenzó a escribir en los años 1940, y Marnie, que sirvió de base a la película del mismo título dirigida por Alfred Hitchcock. Fue miembro de la Royal Society of Literature.
Su novela The sleeping partner, fue llevada a la pantalla en el filme argentino-brasilero Socia de alcoba (1962).
- Datos: Q598029